# 巴耶格兰雷伊
巴耶格兰雷伊（西班牙語：Valle Gran Rey）是西班牙加那利群岛圣克鲁斯-德特内里费省的一个市镇。总面积32平方公里，总人口4,484人（2018年），人口密度129人/平方公里。

## 人口
| 巴耶格兰雷伊           |
|                        |
| 来源：西班牙国家统计局 |